# الشعر المنغرز
الشعر المنغرز هي حالة ينمو فيها الشعر إلى داخل الجلد أو بشكل جانبي. وتعد هذه الحالة أكثر شيوعاً بين الأشخاص الذين لديهم شعر خشن أو مجعد. قد يؤدي الالتهاب حول بصيلة الشعر إلى ظهور نتوءات حمراء أو ألم أو حتى عدوى تعرف بالتهاب بصيلات الشعر الفوليكوليتس. بينما يظهر الشعر المنغرز عادة في المناطق التي يتم فيها حلاقة الجلد أو إزالة الشعر بالشمع مثل اللحية، الساقين، والمنطقة الحساسة، حيث يمكن أن يظهر في أي مكان. كما أن أي شيء يسبب كسر الشعر بشكل غير متساوٍ مع طرف حاد يمكن أن يسبب الشعر المنغرز. والشعر المنغرز يحدث أيضاً بسبب نقص التقشير الطبيعي للبشرة.

## العلامات والأعراض
تشمل الأعراض الطفح الجلدي، وحكة الجلد، والشعر الذي يبقى في مكانه رغم الحلاقة. حيث يتكون في مكان الشعر المنغرز نتوء أحمر مرتفع، يشبه في مظهره حب الشباب.

## الوقاية
هناك بعض الإجراءات التي يمكن اتخاذها لمنع الشعر المنغرز. حيث من المهم عند الحلاقة استخدام كمية مناسبة من مادة التزليق مثل، كريم الحلاقة أو الجل أو الصابون لمنع الشعر من أن يُجبر تحت سطح الجلد. بالإضافة إلى ذلك، يمكن أن يساهم استخدام القوة الزائدة مع الشفرة في قطع الشعر بشكل أقصر من الأدمة المحيطة. حيث يجب استخدام جهاز تشذيب اللحية على الإعداد الأدنى (1.0 أو 0.5 مم) بدلاً من الحلاقة. كما يمكن الوقاية من الشعر المنغرز عن طريق إزالة الشعر بشكل دائم، مثل إزالة الشعر بالليزر أو من خلال التحليل الكهربائي. كا يعد عدم تقشير البشرة بما يكفي قبل وبعد إزالة الشعر يسبب انغراز الشعر. حيث يساعد التقشير اليومي في منع تراكم الجلد الزائد، مما يسمح للشعر بالنمو بشكل صحيح فوق الجلد. تشمل الأدوات الوقائية: التقشير الكيميائي مثل فرك القهوة، السوائل، الكريمات أو التقشير الجسدي مثل القفازات، اللوف، أو فرشاة منع الشعر المنغرز ذات الشعيرات الناعمة والصلبة.

## العلاج
هناك العديد من العلاجات المختلفة للشعر المنغرز:
- يمكن إزالة الشعر المنغرز باستخدام الملقاط أو تفكيكه باستخدام جهاز طبي دوار خاص بالشعر المنغرز.
- بعض الأشخاص الذين يعانون من الشعر المنغرز بشكل مزمن يستخدمون العلاج بالليزر أو التحليل الكهربائي لمنع نمو الشعر تمامًا.
- هناك منتجات مختلفة تمنع أو تعالج الشعر المنغرز، بعضها يحتوي على الكحول، بينما البعض الآخر خالٍ من الكحول.
- بالنسبة للبعض، قد يسبب الكحول تهيجًا للجلد وبالتالي قد تكون المنتجات الخالية من الكحول مفضلة.
- من العلاجات الوقائية التطبيق الموضعي المخفف لحمض الجليكوليك مرتين يوميًا.
- تطبيق بنزويل بيروكسيد مرتين يوميًا لعدة أيام أو أسابيع يكون فعالًا في علاج الشعر المنغرز.
- تطبيق محلول حمض الساليسيليك هو علاج شائع للشعر المنغرز الناجم عن إزالة الشعر بالشمع أو الحلاقة.
- استخدام قفاز تقشير أثناء الاستحمام وتقشير المنطقة يوميًا.
- وضع منشفة دافئة على الشعر المنغرز.
- الحلاقة في اتجاه مختلف.
- التقشير باستخدام مقشرات الوجه أو الفرش أو الإسفنج أو المناشف أو المراهم أو الكريمات التي تحتوي على الأحماض.
- استخدام الإيبوبروفين أو أدوية مضادة للالتهابات غير الستيرويدية.